# 29 Palms
29 Palms је песма енглеског музичара Роберта Планта. 

## О песми
Постојале су гласине да песма говори о канадској музичарки Алани Мајлс, најпознатијој по нумери Black Velvet.
Наслов нумере се односи на град Твентинајн Палмс, смештен на југу Калифорније.
Песма је у мају 1993. достигла 21. место на званичној британској листи синглова. Ово је уједно и други најуспешнији Плантов соло сингл на поменутој листи — песма Big Log је у августу 1983. стигла до једанаесте позиције.